# Eburodacrys raripila
Eburodacrys raripila es una especie de escarabajo longicornio del género Eburodacrys, tribu Eburiini, subfamilia Cerambycinae. Fue descrita científicamente por Bates en 1870.

## Descripción
Mide 13,7-20,16 milímetros de longitud.

## Distribución
Se distribuye por Bolivia, Brasil, Ecuador, Guayana Francesa y Perú.